# Pierre des Molins
Pierre des Molins foi um compositor francês do século XIV, associado à escola Ars subtilior da Ars nova. 
Quase nada se sabe sobre sua vida, exceto que trabalhou para João II de França. Provavelmente ele é o clérigo Perotus de Molyno que esteve com o rei entre 1357 e 1359 em seu cativeiro na Inglaterra, e que depois foi despedido, voltando para a França. Somente duas de suas obras sobrevivem, preservadas no Codex de Chantilly: De ce fol pense e Amis tout dous vis. A primeira foi uma das obras mais populares de seu tempo, frequentemente copiada ou usada como moto para outras obras, e ainda é uma das mais executadas do repertório Ars nova.